# Патрици, Франческо
Не следует путать с Francesco Patrizi (bishop).
Франческо Патрици (итал. Francesco Patriz(z)i, хорв. Frane Petrić; 25 апреля 1529, Црес, Хорватия — 6 февраля 1597, Рим) — итальянский ренессансный гуманист-неоплатоник хорватского происхождения.

## Биография
Родился на далматском острове Цресе (Венецианская республика). Внебрачный сын священника, чьи родители принадлежали к мелкопоместному дворянству. В старину хорватские патриоты безосновательно пытались связать его семью с правителями Боснии.
В молодости много путешествовал, дважды побывал в Испании, изучал экономику в Венеции, затем учился в Ингольштадте под патронажем Маттиаса Флациуса (прежде считался его родственником). Продолжил образование в Падуанском университете, где изучал философию и медицину.
После получения диплома жил в нескольких городах Италии, курировал орошение долины По, служил в венецианском флоте и семь лет провёл на Кипре. C 1578 года преподавал философию в Феррарском университете и в 1592 году был приглашён в Рим папой Климентом VIII в качестве преподавателя платоновской философии в Римский университет.
Умер в Риме, похоронен при церкви Сант-Онофрио-аль-Джаниколо.

## Научная деятельность
Франческо Патрици провёл всестороннее изучение современной науки и обобщил научные знания своего времени в 15-томном сочинении «Новая геометрия».
Оставил также труды по истории, риторике, военному искусству. В области философии защищал идеи Платона от последователей Аристотеля. Утверждал, что учение Аристотеля прямо противоположно христианству — в отличие от Платона. В сочинении «Новая философия универсума» развивает учение о всеобщей одушевлённости природы, то есть панпсихизм.
На латыни

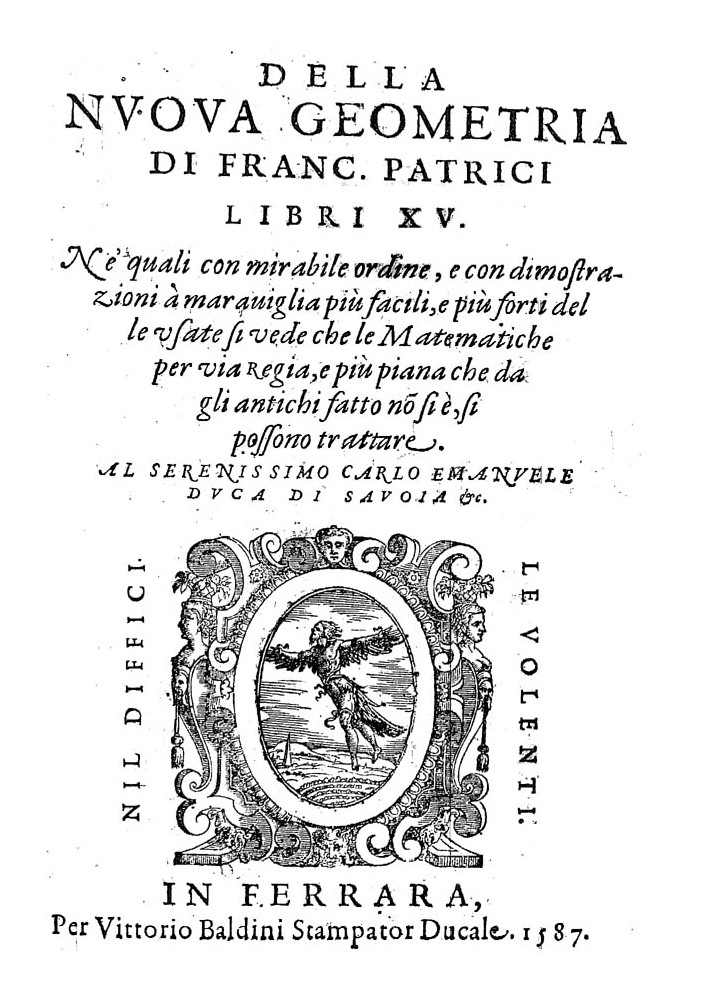
«О новой геометрии», 1587

- Artis historiae penus. Octodecim scriptorum tam veterim quam recentiorum monumentis. Basileae, Ex officinia Petri Paterna, 1579.
- Della Historia dieci dialoghi. Venetia: Appresso Andrea Arrivabene. 1560.
- De historia dialogi X. Con Artis historicae penus. Basel. 1579.
- De rerum natura libri ii. priores. Aliter de spacio physico;aliter de spacio mathematico. Ferrara: Victorius Baldinus 1587.
- De spacio physico et mathematico. Ed. Helene Vedrine. Paris: Libr. philosophique J. Vrin, 1996.
- Discussionum Peripateticarum tomi iv, quibus Aristotelicae philosophiae universa Historia atque Dogmata cum Veterum Placitis collata, eleganter et erudite declarantur. Basileae. 1581
- Nova de Universis philosophia. (Ad calcem adiecta sunt Zoroastri oracula cccxx. ex Platonicis collecta, etc. Ferrara. 1591, Venice 1593.
- Apologia ad censuram, [No details]

На итальянском
- Della historia dieci dialogi (Della historia dieci dialoghi). Venice. 1560.
- Della nvova geometria di Franc. Patrici libri XV. Ne' quali con mirabile ordine, e con dimostrazioni à marauiglia più facili, e più forti delle usate si vede che la matematiche per uia regia, e più piana che da gli antichi fatto n? si è, si possono trattare … . Ferrara, Vittorio Baldini 1587 [bound in the same vol. Quattro Libri Geometrici di Silvio Belli Vencntino!. Venice. 1595.]
- Della poetica. ed. critica a cura di D. A. Barbali. Bologna, Istituto Nazionale di Studi sul Rinascimento, vol. 1-3 1969—1971.
- Della poetica…la deca disputata. Ferrara. 1586.
- Della retorica dieci dialoghi… nelli quali si favella dell’arte oratoria con ragioni repugnanti all’opinione, che intorno a quella hebbero gli antichi scrittori (Deset dijaloga o retorici). Venetia: Appresso Francesco Senese, 1562.
- Difesa di Francesco Patrizi; dalle cento accuse dategli dal signor Iacopo Mazzoni. [in Discorso intorno all Risposta dal. sig. F. Patricio] Ferrara. 1587
- La Città felice, Venice: Griffio, 1553. In Utopisti e Riformatori sociali del cinquecento. Bologna. N. Zanichelli. 1941.
- L’Eridano. In nuovo verso heroico…Con i sostentamenti del detto verso. Ferrara. Appresso Francesco de Rossi da Valenza 1557.
- Parere del s. Francesco Patrici, in difesa di Lodovico Ariosto. All’Illustr. Sig. Giovanni Bardi di Vernio, Ferrara 1583.
- Risposta di Francesco Patrizi; a due opposizioni fattegli dal sign. Giacopo Mazzoni [in Della difesa della Comedia di Dante] Ferrara. Vitt. Baldini 1587
- L’amorosa filosofia. Firenze, F.Le Monnier, 1963.

В переводе на русский
- Антология мировой философии / под ред. В. В. Соколова. — Том 2. — М.: Мысль, 1970. — С. 148—154